# Onthophagus bernaudi
Onthophagus bernaudi es una especie de insecto del género Onthophagus de la familia Scarabaeidae del orden Coleoptera.

## Historia
Fue descrita científicamente por primera vez en el año 1991 por Cambefort & Nicolas.